# Liga Centroamericana de clubes de baloncesto
La Liga Centroamericana de clubes de baloncesto es un certamen que se disputa entre equipos de baloncesto de las federaciones afiliadas a la COCABA. Tras diez años sin disputarse, volvió a la existencia en 2014.
En su última edición y de reanudación, Leones Alcaldía de Managua logró el título y además se clasificó a la Liga de las Américas 2015.
En la edición del 2016 es la primera en la que participa el equipo representante de Panamá, los Correcaminos de Colón, proclamándose campeones en ese mismo año.   

## Modo de disputa
Los cuatro equipos clasificados se enfrentan todos contra todos en una misma sede durante tres días consecutivos. El equipo con más puntos se proclama campeón y en caso de existir igualdad de puntos, se recurre al "sistema olímpico", que analiza los resultados entre los equipos empatados.

## COCABA
Los equipos que disputan el torneo se clasifican mediante sus ligas de origen y cada una debe representar al campeonato de un país que sea parte de la COCABA.
| - Belice - Costa Rica - El Salvador - Guatemala | - Honduras - México - Nicaragua - Panamá |

## Centroamericano Campeonato Campeones
2000:  Colosos de Tumba Muerto 
2002:  Canguros Lefevre Park 
2008:  Liceo de Costa Rica

## Campeonatos
| Temporada     | Campeón                    | Final Resultado | Subcampeón            | 3º Puesto             | 4º Puesto      |
| ------------- | -------------------------- | --------------- | --------------------- | --------------------- | -------------- |
| 2014 Detalles | Leones Alcaldía de Managua | Lig             | Jaguares de Petén     | San Pedro Tigersharks | Exsal          |
| 2015 Detalles | Toros del Norte            | Lig             | Deportivo Águila      | Icevic                | Barberena      |
| 2016 Detalles | Correcaminos de Colón      | Lig             | Santa Tecla           | San Pedro Tigersharks | Costa Caribe   |
| 2018 Detalles | Real Estelí                | Lig             | Correcaminos de Colón | Banco Atlántida       | Santa Tecla BC |

## Palmarés
| Equipo                     | Títulos | Subtítulos | Años campeonatos | Años subcampeonatos |
| -------------------------- | ------- | ---------- | ---------------- | ------------------- |
| Correcaminos de Colón      | 1       | 1          | 2016             | 2018                |
| Leones Alcaldía de Managua | 1       | 0          | 2014             |                     |
| Toros del Norte            | 1       | 0          | 2015             |                     |
| Real Estelí                | 1       | 0          | 2018             |                     |
| Jaguares de Petén          | 0       | 1          |                  | 2014                |
| Deportivo Águila           | 0       | 1          |                  | 2015                |
| Santa Tecla                | 0       | 1          |                  | 2016                |

### Títulos por país
| País      | Títulos | Subtítulos |
| --------- | ------- | ---------- |
| Nicaragua | 3       | 2          |
| Panamá    | 1       | 1          |
| Guatemala | 0       | 1          |